# Palmanella limicola
Palmanella limicola är en kräftdjursart som först beskrevs av Norman 1865.  Palmanella limicola ingår i släktet Palmanella, och familjen Cytheridae. Arten är reproducerande i Sverige.